# Monardia unguifera
Monardia unguifera är en tvåvingeart som beskrevs av Berest och Boris Mamaev 1997. Monardia unguifera ingår i släktet Monardia, och familjen gallmyggor. Arten har ej påträffats i Sverige.